# 小王子
《小王子》（法語：Le Petit Prince，法語發音：[lə p(ə)ti pʁɛ̃s]）是法國作家兼軍事飛行員安托万·德·圣修伯里創作並親自繪製插圖的一部中篇小說。該書由雷納爾與希區考克在美國紐約同時以英語和法語於1943年4月6日出版:6。並在法國解放後以遺作形式出版；此前，聖修伯里的作品曾被維希法國禁止。
《小王子》的故事描述一位年輕的王子拜訪多個星球（包括地球）的歷程，探討孤獨、友誼、愛與失落等主題。雖然表面上是一本兒童讀物，卻對人生、成年人和人性提供了深刻的洞察。
《小王子》是聖修伯里最成功的作品，全球銷量達約1億4千萬冊，使其成為歷史上最暢銷的書籍之一
。此書已被翻譯成超過505種語言和方言，是全球第二多語種的出版物，僅次於《聖經》。《小王子》還被改編為多種藝術形式和媒體，包括有聲書、廣播劇、舞臺劇、電影、電視劇、芭蕾舞及歌劇等。

## 情節
為了測試大人是否具備如孩子般的純真智慧，敘述者向他們展示了一幅畫：一條蟒蛇吞下一頭大象。大人們總是回答說，這是一頂帽子。於是敘述者明白，他只能與大人談論「合理」的事情，而不是那些充滿幻想的內容。
敘述者成為了一名飛機駕駛員。有一天，他的飛機在遙遠的撒哈拉沙漠墜毀。他必須在水源耗盡前修復飛機。在這裡，他遇見了一個小男孩，大家稱他為「小王子」。
小王子請求敘述者為他畫一隻羊。敘述者首先展示了那幅蟒蛇吞象的畫，沒想到小王子竟然一眼看出畫中的含義。敘述者嘗試三次畫出一隻羊，但都無法滿足小王子的期待，最後他畫了一個箱子，聲稱羊在箱子裡。這正是小王子想要的畫作。
在接下來的數日裡，當敘述者忙於修理飛機時，小王子向他講述了自己的故事。他曾住在一顆名為「B-612」的小行星上。那顆行星僅有房屋大小，上面有三座火山（兩座活火山，一座死火山）和一些植物。
小王子習慣清理火山、拔除不需要的植物種子，尤其是那些可能侵佔整個星球的猴麵包樹。他希望能養一隻羊來解決這些植物問題，但又擔心羊會吃掉有刺的植物。
小王子曾遇見一朵玫瑰花。玫瑰會誇大自己的病症，吸引小王子的呵護。小王子為她準備屏風和玻璃罩，保護她免受寒冷和風沙，還為她澆水、清除毛毛蟲。
雖然小王子愛上了玫瑰，但他開始感到玫瑰在利用他，於是決定離開星球探索宇宙。告別時，玫瑰承認未能表達對小王子的愛，並祝他一路順風。她拒絕小王子將她留在玻璃罩中的提議，表示自己能夠自我保護。小王子感嘆，自己不知道如何在愛玫瑰的同時與她相處。
小王子離開後，拜訪了六顆星球，每顆星球都住著一位成年人，他們包括：
- 一位國王，沒有臣民，只發布一定會被遵守的命令，例如命令太陽在日落時落下；
- 一位自負者，只想成為無人星球上最受崇拜的人；
- 一位酒鬼，他喝酒是為了忘記因飲酒而感到的羞恥；
- 一位商人，無視星星的美麗，只忙於數算並記錄它們，聲稱這樣就能「擁有」它們；
- 一位點燈人（英语：Lamplighter），他的星球一天僅持續一分鐘，他的生活被命令支配，每30秒熄滅並點燃燈柱；
- 一位地理學家，他從未親自拜訪過他記錄的任何地方。他建議小王子下一站拜訪地球。

小王子來到地球的沙漠，以為這裡無人居住。他遇見了一條蛇，蛇聲稱能幫助他回家。他還遇到了一朵花，花說她只見過少數幾個人類，因為他們沒有根，被風吹來吹去，生活困苦。
小王子登上一座高山，想要俯瞰地球找到人類，卻只見到荒涼的景色。他喊話時，回聲回答了他，讓他覺得對方只是無聊的模仿者。
小王子發現了一排玫瑰花，頓感沮喪。他曾認為他的玫瑰是獨一無二的，現在卻認為她欺騙了他。他開始懷疑自己是一位失敗的王子，因為他的星球僅有三座火山和一朵普通的花。他因此哭泣，直到一隻狐狸出現。
狐狸希望被馴服，並教導小王子如何馴服他。馴服過程會讓普通的事物變得與眾不同，充滿意義。
狐狸告訴小王子，他的玫瑰是獨特的，因為她是小王子用心馴服並付出愛的對象，因此比其他玫瑰珍貴。告別時，狐狸對小王子說，重要的事物只能用心感受，眼睛無法看見。
之後，小王子在地球上遇見了兩個人：
- 一位鐵路扳道工，描述了人類如何在火車中匆忙移動，既不滿足於所在之處，也不知道追尋的是什麼；只有孩子會透過車窗欣賞風景；
- 一位商人，他販售一種可以一週不需喝水的藥丸，聲稱能幫人省下53分鐘的時間。

墜機的第八天，敘述者和小王子瀕臨脫水死亡。小王子變得憂鬱，渴望回家並想念他的玫瑰。
他們找到了一口井，救了自己。但敘述者後來發現小王子正與蛇討論回家，並表示想再次見到玫瑰。小王子告別敘述者，說如果看起來像是他死了，那只是因為他的身體太重，無法帶回星球。他告訴敘述者不要看著他離開，免得感到難過。敘述者不願離開小王子，堅持陪伴他。小王子說，只要抬頭仰望星星，就會想到他的笑聲，星星就像在笑一樣。
最後，小王子走向蛇，讓蛇咬了他並倒下。
第二天早晨，敘述者找不到小王子的身體。他修好飛機後離開了沙漠。他請求任何在該地區見到像小王子的男孩的人與他聯繫。

## 語調與創作風格
《小王子》的叙事风格非线性，富有内省性。故事以飞行员的视角展开，讲述了他在飞机坠毁于小王子正在穿越的沙漠后，与小王子相遇的场景。故事以现在时态展开。倒叙和哲学反思的穿插丰富了本书的主题，也凸显了成人世界的荒诞与小王子的纯真之间的对比。 
安托万·德·圣埃克苏佩里巧妙地融合了三种不同文学体裁的特点，是寓言、讽喻和童话的融合体。
作为一则寓言，它对读者具有重要的道德价值，并发挥着教诲作用。关于人际关系、责任和承诺的道德课程旨在教育读者，而不仅仅是娱乐。
这个故事是讽喻故事，它传达了两种含义：字面意义和比喻意义。故事基本上向读者呈现了一个古怪男孩意外的旅行经历。然而，书中的每一个事件、每一段对话都蕴含着深刻的象征意义和隐含的寓意。
《小王子》本身也是一则童话故事，因为作者赋予了无生命的物体说话和思考的能力。动物和植物都体现了人类的性格，这似乎对孩子们很有吸引力，让阅读的过程成为一种乐趣。这也是这本书在所有年龄段都如此受欢迎的原因：孩子们认为这是一个情节扣人心弦的故事，而年龄较大的读者则会进行更深入的思考，试图理解寓言和象征的核心精髓，享受“解码”隐藏在文字图像中的宝藏。

## 灵感来源

### 事件与人物
《小王子》所述的飞行员坠机于撒哈拉沙漠的情节明显取材于聖修伯里的亲身经历。聖修伯里于1939年的回忆录《风沙星辰》（法語：Terre des hommes）中详细地叙述了这段遭遇。
1935年12月30日2时45分，聖修伯里与副驾驶兼导航员安德烈·普雷沃（法語：André Prévot）在飞行了19小时44分钟后，飞机因故障不幸坠于撒哈拉大沙漠。他们当时正试图打破巴黎至西贡的飞行速度记录，赢得150,000法郎的奖金。飞机型号是 Caudron C-630 Simoun，据信坠机地点位于尼罗河三角洲的奈特伦洼地（Wadi Natrun Valley）附近。
两人都在空難中奇迹生还。但紧接着，他们面临着沙漠酷暑和严重脫水的挑战。当时他们只有一张简单含混的地图，几串葡萄，一瓶咖啡，一个橙子，一点酒和一天量的飲用水。过了不久两人就看到了海市蜃楼，紧接着感到越来越逼真的幻觉。第二、三天的时候，竟脫水到了一滴汗都流不出的地步。最后第四天，一个貝都因人骑骆驼路过时发现了他们，用土法施补水术后才救了两人的性命。
聖修伯里做邮政飞行员时，曾在撒哈拉沙漠见过一种大耳朵的狐狸「耳廓狐」，这大概就是书中狐狸的原型。1928年聖修伯里在尤比角做航空邮件站经理时，曾在一封给他妹妹弟弟的信裏，提到过驯养耳廓狐的想法。
据研究，文中小王子的那朵自负而任性的玫瑰乃基于聖修伯里的萨尔瓦多籍妻子康斯薇洛·德·聖修伯里，而小行星 B-612则源于其以多火山而著名的祖国萨尔瓦多。尽管两人的婚姻并不圆满，他还是像小王子温柔地爱护他的玫瑰一样把她放在心上。小王子在地球上遇到的玫瑰，象征着聖修伯里遇到的出軌等婚姻问题。
有证据表明，故事中的狐狸说的那句玫瑰之唯一而特别只因他爱她的话，源于聖修伯里的纽约密友汉密尔顿。《小王子》标志性的语句“人只有用自己的心才能看清事物”据说也是汉密尔顿说的。
有研究者认为，书中巨大的猴面包树暗喻当时正毁灭地球的纳粹势力。而小王子安慰飞行员说自己的身体只是一具空壳的话则来自聖修伯里的弟弟法蘭索瓦，法蘭索瓦臨終時，对守在病床前的聖修伯里说：“别担心。我很好。我撑不下去了。这只是我的身体。”
以“外太空到地球来的访客的遭遇”的故事来表述自己哲学和社会观点的手法，早在1752年就由伏爾泰在其作品《Micromégas》中用过了。聖修伯里极有可能读过并了解这部传统法语文学作品。

### 小王子的形象
小王子这个形象可能受到聖修伯里自己幼年外貌的启发。他小时一头蜷曲的金发，被朋友和家人叫做“太阳王”（Le Roi-Soleil）。1942年聖修伯里在加拿大魁北克遇到的哲学家查尔斯的儿子，八岁的托马斯同是一头蜷曲的金发。
另外，聖修伯里居于纽约长岛时曾与美国飞行员先驱查尔斯·林德伯格及其妻子安妮·莫罗见过面，他们的儿子兰德·莫罗·林德伯格也是一头金发。
聖修伯里对小王子的记述最早一次可追溯到1935年。其年5月14日他作为巴黎晚报记者来到莫斯科，在那发回的第二份稿件中，他记述了在法国开往苏联的火车上的经历。一天晚上，他大胆地从一等车厢跑到三等车厢，看到几个挤到一起回国的波兰家庭。他在稿件中不仅写了一位小小的王子，还在思辩的文字中融入了种种不同的风格：
我面对着一对熟睡的夫妻坐下来，一个钻在两人中间的小孩子正在睡觉。他进入了梦乡，暗淡的灯光洒在他的脸上。这张脸是多么的可爱啊！简直就像是两个老农之间长出的金黄色的水果...我对自己说，这是一张音乐家的脸。是的，他就是少年莫扎特。无数美好的前景在这个小小生命的面前展开，就算是神话传说中的小王子也无法和他有同等的光荣了。一定会有人来保护他，扶持他，培养他...这个孩子他什么人当不了呢？这就好像，花园中出现了一种新品种的玫瑰，而所有的园丁在为之惊叹。他们会把这朵珍贵的玫瑰单独移出，照料它，培育它。但是，现实是人类没有什么园丁。这位天才的小莫扎特注定会与其他人一样被社会机器打造成一个模样...他的命运早已确定了。

## 小说创作
二次大战刚爆发时，聖修伯里正在法国空军的一个侦查飞行中队工作。而他在战前就已是一名小有成就的飞行界前辈了。法国1940年战败并投降納粹德國，成為納粹的傀儡政權，是為維琪法國，聖修伯里与其妻子逃离了法国，1940年生平第一次来到美国，目的是劝说美国政府尽快参战对抗德国等轴心国。
1941年1月至1943年4月期间，聖修伯里夫妇住在位于纽约中央公园南的两间套间公寓中，后来搬到了长岛阿舍羅肯的贝文公馆，最后住在了贝克曼（英語：Beekman Place）一栋租来的房子。
魁北克的游行演说结束并返回美国后，他后来的出版商 Reynal & Hitchock 中伦尤的妻子伊莉莎白·伦尤仔细观察了聖修伯里几个星期，并极力劝说他写一本童书。她认为这样做有助于缓解他的健康问题，减轻压力。于是聖修伯里于1942年后期在纽约州的阿舍罗肯创作了这部《小王子》，手稿最终于十月完成。

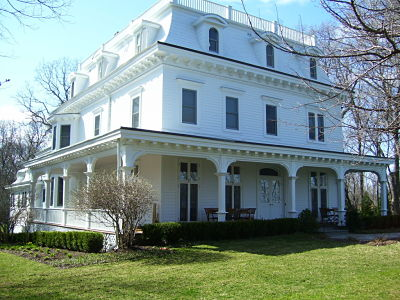
长岛的贝文公馆，摄于2009年4月2日

本书最初创作于中央公园南的套间公寓中，但不久聖修伯里就觉得这地方太吵，夏天太热，不适合写作。后来康斯薇洛找了一个更好的住处：位于阿舍罗肯的足有22个房间的贝文公馆，俯瞰长岛海湾。聖修伯里刚开始还抱怨说“我只要个小屋，你却把凡尔赛宫搬来了”。但没过几个星期，他就喜欢上了这个地方，甚至开始对其装修。最后按他的话说，这里成了“...一个写作的天堂，我这辈子都没住过这么好的地方”。于是就开始昏天黑地地写起来。累了就借助加了雞蛋的松饼、琴通寧調酒、可口可乐、雪茄和来乡下看望这位知名人物的各路朋友和侨胞们的评论打起精神。看望他的人之中有一位为康斯薇洛写作的瑞士作家德尼·德·鲁热蒙（法語：Denis de Rougemont）。他设计了那张小王子趴在地上，四肢朝天的图。这位作家后来写了一部聖修伯里的传记，还帮康斯薇洛完成了其自传《玫瑰传》（The Tale of the Rose）。
那栋法兰西第二帝国风格的公馆，掩映在乔木之间，其规模为聖修伯里提供了多样的写作环境。他可以连续几个小时一会写作，一会画素描和水彩；同时为了照到太阳，把扶手椅和画架，一个房间一个房间地从图书室直搬到客厅。就像《小王子》中一天43次的日落：“在你的小小星球上...只需把你的椅子稍微挪一点点...”。《小王子》出版时聖修伯里43岁，他44岁牺牲。实际上原文写的是43次日落，但他死后的版本大都改成了44次来向聖修伯里致敬。
《小王子》出版后仅仅几个星期后，甚至连版税都没来得及领，作家兼飞行员聖修伯里就参加了自由法国军。而他确实十分喜欢《小王子》，战时也随身带着一份作品副本，时不时地读给他人。聖修伯里坐船到北非，加入了原来的飞行中队，恢复了原先的领航员工作，为32艘船护航。1944年7月为了防备轴心国在法兰西的攻击，他参加了一次从科西嘉岛飞往大陆的间谍行动，随后失踪，从此再也没有人见到他。此时距巴黎解放仅三个星期。2004年，法國文化部考察隊在法國馬賽的外海發現聖修伯里當年駕駛的P-38戰鬥機殘骸。

## 插图与手稿
那些简洁而优雅，早已成为故事一部分的水彩插图全是聖修伯里自己一个人画的。他青年时期学过建筑，但完全不能据此认定他是个画家——正如他在《小王子》开头自嘲般地说的那样。有几张画画到了他常用的那种透明纸的反面。有时候他会把图画初稿和文章草稿送给同事和朋友，甚至在他后来驾驶的P-38闪电式战斗机的驾驶舱中都发现了几张卷成纸团的草稿。据说，纽约艺术家，雕塑家兼实验电影制片人约瑟夫·康奈尔（英語：Joseph Cornell）现藏有两三张《小王子》原稿插图。2007年有人证实，1994年日本一场二手交易会上曾神秘售出过一张《小王子》水彩草稿。
聖修伯里终其一生都在不停地涂鸦。他不时会在类似给情人的信，笔记本，手绢，桌布或随便其他的什么地方上画小人。他画的早期人物，随主题不同而外形各异。例如有些长得像洋娃娃，有着娃娃脸和天使的翅膀，还有一个和罗伯特·克鲁姆（英語：Robert Crumb）因之而出名的作品 Keep On Truckin' 中的角色长得很像。聖修伯里时常会画一些小人追蝴蝶的画，要是有人问他这是什么意思，那个总把这些涂鸦小人当成自己第二意志的聖修伯里会说，这些小人追的实际上是“实体化的理想”。最终，小王子成了现在我们所熟知的样子：早熟的小孩子，一头蜷曲的金发。其来源引发了无数的猜测。
为纪念《小王子》出版五十周年，皮尔庞特摩根图书馆暨博物馆曾举办过一场大型展览，展出了该博物馆从各处得到的聖修伯里手稿，图画等资料。其中很大一部分来自聖修伯里的密友汉密尔顿。聖修伯里在离开美国，到阿尔及尔重拾其法国空军飞行员身份前把这些草稿送给了她。
博物馆的发言人称，《小王子》的最终插图手稿现已全部遗失，这次展览上展出的是聖修伯里没有在作品中采用的几幅插图手稿。例如，小王子的行星被猴面包树吞噬殆尽、飞行员孤单地睡在飞机旁的图画。也许是为了不让读者觉得插图太一板一眼才删掉的。
附有聖修伯里签名的《小王子》手稿和其他几幅文字图画草稿现存于位于纽约曼哈顿的摩根图书馆暨博物馆。还展出了一些没有在书的最终版本中出现的内容。

## 译本与发行
《小王子》的首部译本是凯瑟琳·伍兹（1886-1968）翻译的英文版（英文版書名：The Little Prince）。
自1943年发行第一版起，世界各地至少出版了二百五十种语言写成的許多版本，直到2014年為止，粗略估计仅中文就有不下七十個版本。2017年，《小王子》廣東話版出版。《小王子》的中文版有两个常用译名：“小王子”與受到日本影响的“星星王子”。
事实上通过对句子结构和用词等方面的分析，语言学家可以找出译本的翻译来源，例如从法语原作、英语第一版或其他地方翻译過来。
2005年，有人将《小王子》翻译成一种阿根廷土著语言图巴语，书名是 So Shiyaxauolec Naa。这是《聖經新约》后第一本译至该语言的图书。人类学家弗洛伦斯·托拉（Florence Tola）称：「既然《小王子》讲的是蛇，狐狸和星际旅行之类的事情，那就和图巴神话没什么区别，所以没有什么奇怪的。」除此之外，它还是少数几本译成拉丁文的现代图书，称为 Regulus vel Pueri Soli Sapiunt。
因為《小王子》直率的观点和清晰的言论，维希法国的官员很早就封禁了此书，《小王子》直到第二次世界大战结束后才在法国本土正式出版。法国解放前，《小王子》和其他聖修伯里作品都只在地下发行。例如1943年法国里昂就秘密印刷了一千份他的畅销作品《Pilote de Guerre》，书中再现了德国对法国的侵略。

### 中文譯本
《小王子》是中文圈最受歡迎且深受喜愛的外國文學作品之一。據報導，該中篇小說已有超過70種中文譯本。根據安托萬·德·聖修伯里繼承基金會官方網站的資料，由李繼宏翻譯的版本於2013年1月出版，在不到四年的時間內銷售量便突破200萬冊。此外，鄭麗君於2022年5月在臺灣推出了一個譯本。

## 改編
几十年来《小王子》被广泛改编为各种形式，包括：
- 理查德·伯顿（英語：Richard Burton）于1974年发行的朗读唱片，获得了格莱美奖。
- 俄罗斯歌剧作曲家列夫·克尼佩尔（俄語：Lev Knipper）1962-1971年创作的三段史诗交响乐《小王子》（“Malen'kiy prints”），1978年在莫斯科首演。[46]
- 1974年作曲家勒纳与罗威同导演斯坦利·多南（英語：Stanley Donen）创作的一部基于《小王子》情节的电影，派拉蒙发行。[47][48][49]
- 1978年，朝日放送的ABC放送先後製播3季的的日本电视动画，导演神田武幸。[50]
- 2002年，作曲家理卡多·歌夏特（法語：Riccardo Cocciante）创作的法语音樂劇《小王子》，曾在2007年于香港重演。[51][52]
- 2010年法国改编为52集动画。[53]
- 2015年5月29日，由《功夫熊貓》導演馬克·奥斯朋所執導的3D動畫電影《小王子》已在第68屆坎城影展首映，7月29日起於法國上映，其他各國隨後也開始上映。[54][55]
- 2016年，厲旭（Super Junior）發行了迷你專輯「小王子」。
- 2016年12月8日，由Future Cat开发、Degica发行的独立游戏《OneShot》发布，其中有多处剧情、多个角色引用自《小王子》，其中Solstice线中的剧情尤为明显。

其他
小王子这个形象还出现在了下述各处：东芝集团的环保标志；威立雅能源服务集团的戒烟运动“虚拟大使”；美剧《迷失》一集中。

## 荣誉与历史

### 博物館與展覽
位于法国巴黎勒布尔热的法國航空博物館中，有一处特地为纪念聖修伯里而设的展位。展馆展出了《小王子》的几个早期版本，及其他几部聖修伯里作品。2004年在地中海地区发现了他失踪时驾驶的P-38闪电式战斗机的残骸，修复后也在展出之列。
1996年丹麦雕塑家高志活宣布了他《小王子》主题的艺术装置：七个花岗岩小行星漂浮在两米高的地球四周，上面放着黄铜制的故事中各人物的像。它自1996年初造成后就一直放在丹麦富勒比约市的中心广场。但正如《小王子》中所述“真正重要的事物眼睛是看不到的，要用心去感知”，2011年塑像在一次丹麦比隆的展出中被偷走了。

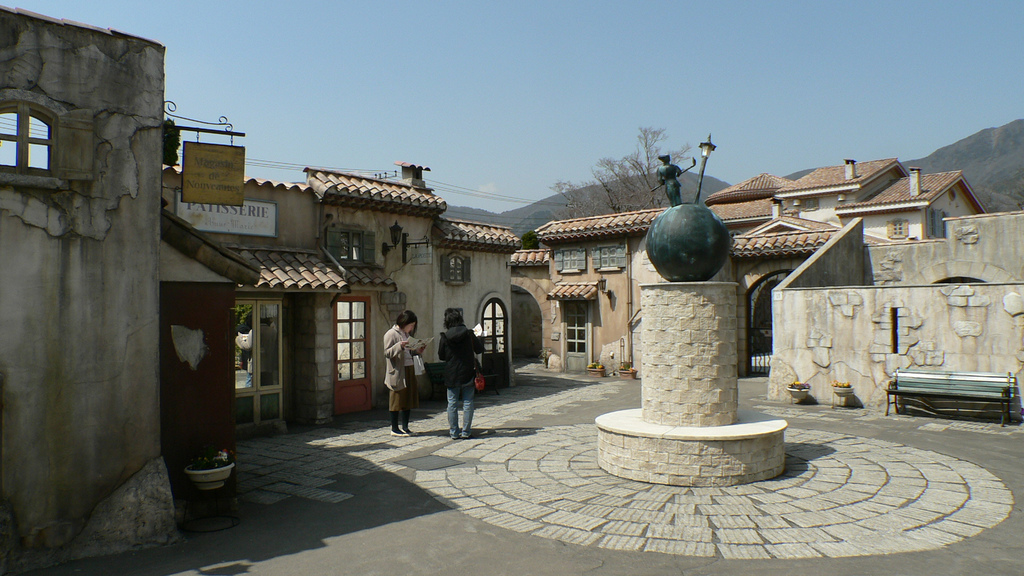
日本小王子博物馆的“点灯人广场”

日本神奈川箱根町有一个小王子博物馆。博物馆广场立有小行星 B-612 及小王子的雕像，包括一个“点灯人广场”。博物馆还包括了一座不小的小王子公园，园中有一座“康斯薇洛玫瑰花园”。但实际上博物馆的主体还是其室内部分。
2009年，为庆祝“法国年”，巴西圣保罗OCA藝術展覽中心举办了一场小王子专题展览。在整整一万平米，四层楼的展馆中展出了各种有关《小王子》，有关聖修伯里及其哲学思想的展品。四层楼分为四种风格：沙漠，异世界，星星和宇宙。一楼有张巨大的地图，上绘有聖修伯里飞过的路线和南美的航空邮政站。展览上还展出了当时他驾驶的飞机 Caudron Simoun 的全比例复制品，及其坠于撒哈拉大沙漠的情景再现。

### 天文学

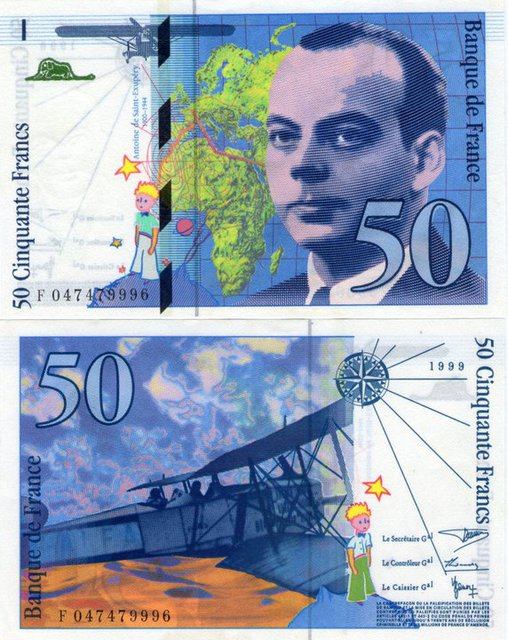

因《小王子》的主题及其知名度，多颗小行星以与小王子相关的名字命名。
- 一颗1975年发现的小行星被命名为 “2578 Saint-Exupery”。
- 一颗1993年发现的小行星被命名为 “46610 Bésixdouze”。十进制46610化为十六进制就是B612，而“Besixdouze”在法语中是“B 六 十二”的意思。
- 2003年，一颗小行星卫星（实发现于1998年）被部分命名为“Petit-Prince”。
- 有一个叫做“B612基金会”的组织，协会宗旨是为地球搜寻各种对其有危险的小行星。

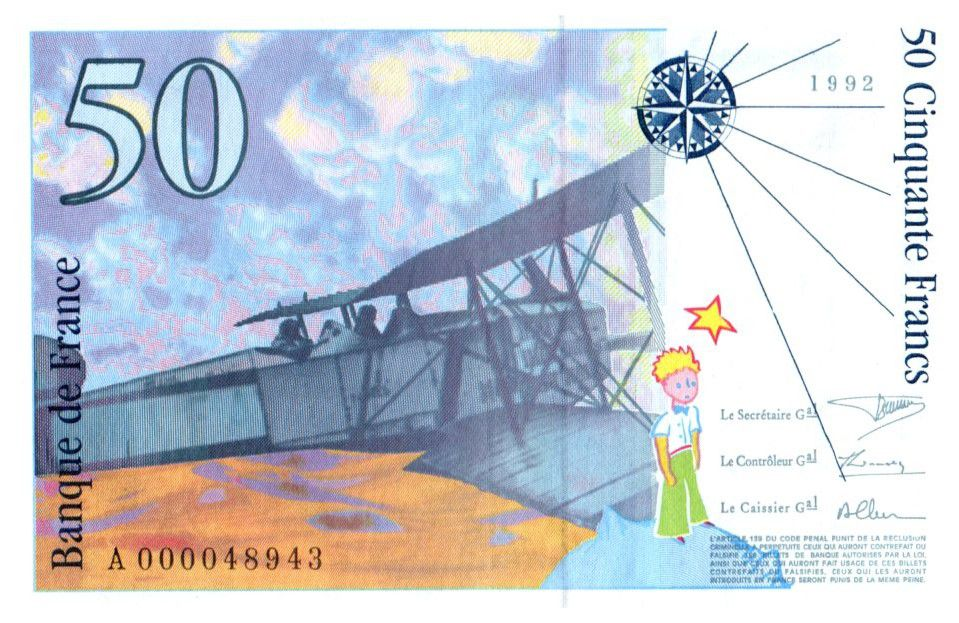
印有聖修伯里头像和《小王子》插图的50法郎

### 钱币与邮票
法国进入欧元区前，50法郎的纸币是瑞士设计师羅傑·福德设计的《小王子》主题，上有是聖修伯里头像和《小王子》插图，包括一副蟒蛇吃大象的图画。用放大镜可以看到上面的微缩文字“Le Petit Prince”。法国另於1993年10月发行了一款面值50法郎的纪念币，一面是聖修伯里的画像，另一面是小王子。
据统计截至2011年，至少有24个国家发行过《小王子》或聖修伯里相关的纪念邮票。

### 笔记本
Moleskine笔记本品牌设计了以小王子普鲁士为主题的限量版周记本、日记本和礼盒套装。